# كونستانتين بالمونت
كونستانتين دميترييفيتش بالمونت (بالروسية: Константи́н Дми́триевич Бальмо́нт، 15 يونيو «بالتقويم القديم: 3 يونيو» 1867 – 23 ديسمبر 1942) هو شاعر رمزي ومترجم وقد أصبح واحدًا من الشخصيات الكبيرة في العصر الفضي للشعر الروسي.
جاء تعليم بالمونت المبكر من والدته التي كانت تعرف عدة لغات أجنبية، وكانت متحمسة للأدب والمسرح لذا كان لها تأثير قوي على ابنها. ثم التحق بمدرستين داخليتين، وطرد من الأولى بسبب أنشطة سياسية، وتخرج من الثانية. وبدأ دراسة القانون في جامعة إمبريال موسكو عام 1886، ولكن سرعان ما طُرد (1887) لمشاركته في اضطرابات الطلاب. وحاول مرة أخرى في كلية ديميدوف للقانون منذ عام 1889، لكنه ترك الدراسة في عام 1890.
في فبراير عام 1889 تزوج بلاريسا ميخائيلوفنا غارلينا. وكان غير سعيد بزواجه، وفي 13 مارس عام 1890 حاول بالمونت الانتحار بالقفز من نافذة الطابق الثالث، وأصيب إثر ذلك بالعرج وتضررت يده التي يكتب بها لبقية حياته. وتزوج لمرتين فيما بعد حسب القانون العام وحاول الانتحار مرة ثانية في عام 1909.
كتب بالمونت الشعر والنثر بغزارة ونشر أعماله لجمهور واسع في الإمبراطورية الروسية. وبعد الثورة البلشفية عام 1917 هاجر (1920) وكان له أتباع أقل في المنفى. وترجم أعمال الكتاب بعدة لغات أخرى، بما في ذلك أعمال إدغار آلان بو. وكان يُنظر إليه على أنه شاعر مبتكر، وكان يتمتع بصداقات مع العديد من زملائه الشعراء المهاجرين الروس. وتوفي في فرنسا عام 1942 إثر إصابته بذات الرئة.

## سيرته
ولد كونستانتين بالمونت في منزل عائلته جومنيشي، في شويا (التي كانت محافظة فلاديمير آنذاك، والآن أوبلاست إيفانوفو)، وهو الثالث من بين سبعة أبناء لأحد النبلاء الروس المحامي والمسؤول الكبير في الدولة ديمتري كونستانتينوفيتش بالمونت، وفيرا نيكولايفنا (لقبها قبل الزواج ليبيديفا) من عائلة عسكرية. وكانت والدته تعرف عدة لغات أجنبية، وكانت متحمسة للأدب والمسرح، وكان لها تأثير قوي على ابنها. وقد تعلم بالمونت القراءة في سن الخامسة واستشهد بألكسندر بوشكين ونيكولاي نيكراسوف وأليكسي كولتسوف وإيفان نيكيتين كأول تأثيرات عليه. وفي وقت لاحق تذكر السنوات العشر الأولى من حياته التي قضاها في جومنيشي بعاطفة كبيرة وأشار إلى المكان على أنه «مملكة صغيرة من الراحة الصامتة».
في عام 1876 انتقلت العائلة إلى شويا حيث امتلكت فيرا نيكولايفنا منزلًا من طابقين. وفي سن العاشرة انضم كونستانتين إلى المدرسة الداخلية المحلية، وهي مؤسسة وصفها لاحقًا بأنها «موطن الانحطاط والرأسمالية، وهي تنفع فقط لتلويث الهواء والماء». وهناك أصبح مهتمًا بالشعر الفرنسي والألماني و بدأ يكتب بنفسه. وجرى نقد أول قصيدتين له من قبل والدته بطريقة جعلته لا يجرب كتابة الشعر مرة أخرى على مدار السنوات الست التالية. وفي المدرسة الداخلية انخرط بالمونت في دائرة سرية (شكلها الطلاب وبعض المعلمين) قامت بطباعة وتوزيع إعلانات منظمة نارودنايا فوليا (الإرادة الشعبية). وقد كتب لاحقًا: «كنت سعيدًا وأردت أن يكون الجميع سعداء. حقيقة أن أقلية فقط بمن فيهم أنا يحق لها الحصول على مثل هذه السعادة بدت أمرًا شائنًا بالنسبة لي». وفي 30 يونيو عام 1886 طُرد من المدرسة الداخلية في شويا بسبب أنشطته السياسية.
نقلت فيرا نيكولايفنا ابنها إلى مدرسة فلاديمير الداخلية، ولكن كان على الصبي هنا أن يجلس مع مدرس لغة يونانية أخذ على عاتقه مهمة المراقب له. وفي أواخر عام 1885 نشر بالمونت لأول مرة: إذ ظهرت ثلاث من قصائده في مجلة سانت بطرسبرغ الشهيرة جفابيسنوي أوبوزرينيه. وهذا الحدث (حسب كاتب السيرة فيكتور بانيكوف) «لم يلاحظه أحد باستثناء معلمته» (والدته) والتي منعت الشاب من نشر أي شيء آخر.
في عام 1886 تخرج بالمونت من المدرسة الداخلية الكريهة بالنسبة له («لقد دُمر جهازي العصبي تمامًا». يتذكر عام 1923). والتحق بجامعة موسكو الحكومية لدراسة القانون. وهناك انخرط مع مجموعة من النشطاء اليساريين واعتقل لمشاركته في اضطرابات طلابية. وأمضى ثلاثة أيام في السجن ثم طرد من الجامعة وعاد إلى منزله في شويا. وفي عام 1889 عاد بالمونت إلى الجامعة لكنه سرعان ما تركها مرة أخرى بعد إصابته بانهيار عصبي. والتحق بكلية ديميدوف للحقوق في ياروسلافل لكنه ترك الدراسة في سبتمبر عام 1890 ليقرر أنه اكتفى من التعليم الرسمي. وقد كتب في عام 1911: «ببساطة لم أستطع أن أجبر نفسي على دراسة القانون، لن تكون الحياة إلا بالعيش مع أهواء قلبي». وفي فبراير عام 1889 تزوج بلاريسا ميخائيلوفنا غارلينا. ولم يكن سعيدًا بزواجه، وفي 13 مارس عام 1890 حاول بالمونت الانتحار بالقفز من نافذة الطابق الثالث، وأصيب إثر ذلك بالعرج وتضررت يده التي يكتب بها لبقية حياته. وقد أصبحت السنة التي قضاها يتعافى من محاولته الانتحار نقطة تحول بالنسبة لبالمونت الذي على حد قوله عانى من «إثارة ذهنية غير عادية» وتخيل أن لديه «رسالة شعرية».

### ظهوره الأول
في عام 1890 أصدر بالمونت كتابًا ممولًا ذاتيًا بعنوان مجموعة قصائد (سبورنيك ستيكهاتفورني) والذي تضمن بعض القطع الشعرية التي نُشرت في عام 1885. وكان فلاديمير كورولينكو عاملًا مساعدًا في النشر، والذي كان كاتبًا معروفًا في ذلك الوقت، وتلقى دفترًا مكتوبًا بخط اليد (أرسله إليه زملاء كونستانتين) وأرسل إليه تحليلًا نقديًا مفصلًا ومفيدًا. وأشاد فلاديمير بعين التلميذ التي رصد فيها كونستانتين التفاصيل، وحذره من هفوات التركيز المتكررة، ونصحه «بالثقة في ذلك الجزء اللا واعي من الروح البشرية الذي يراكم الانطباعات اللحظية». «هل يجب أن تتعلم التركيز والعمل بشكل منهجي، في الوقت الذي نسمع فيه عن تطورك إلى شيء غير عادي»، كانت هذه الكلمات الأخيرة في هذه الرسالة الرائعة. تأثر بالمونت كثيرًا بأصالة الكاتب الشهير وأشار لاحقًا إلى كورولينكو على أنه «الأب الروحي له أدبيًا». وبسبب فشل كتابه شعر بالمونت بالحنق واشترى جميع النسخ المتبقية وأحرقها. وكتب في عام 1903: «كتابي الأول بالطبع كان فشلًا ذريعًا. والناس الذين يعزون علي جعلوا هذا الفشل الذريع أشد وطأة بسبب سلبيتهم»، والمقصود بذلك على ما يبدو لاريسا، وكذلك أصدقاء الجامعة الذين اعتبروا الكتاب «رجعي» وسخروا من مؤلفه «لخيانته لمُثُل النضال الاجتماعي». ومرة أخرى كان كورولينكو موجودًا لمساعدة بالمونت، وكتب إلى ميخائيل ألبوف أحد محرري سيفيرني فيستنيك في سبتمبر عام 1891: «الرجل المسكين خجول جدًا؛ المزيد من الاهتمام التحريري بعمله سيحدث فرقًا كبيرًا».
في عام 1888-1891 نشر بالمونت عدة قصائد ترجمها عن الألمانية والفرنسية. ولفترة من الوقت لم تظهر أي من المجلات الأدبية اهتمامًا بعمل بالمونت.
وجاءت بعض المساعدة العملية الحاسمة من الأستاذ بجامعة موسكو نيكولاي ستوروجينكو. ويتذكر بالمونت لاحقًا: «لولاه، كنت أموت جوعًا». وقبل الأستاذ مقالته عن الشاعر بيرسي بيش شيلي، وفي أكتوبر 1892 قدمه إلى كتّاب سيفيرني فيستنيك، بما في ذلك نيكولاي مينسكي وديمتري ميرجكوفسكي وزينايدا غيبيوس، وكذلك إلى الناشر كوزما سولداتيونكوف الذي كلفه بترجمة عملين أساسيين في تاريخ الأدب الأوروبي. وكتب بالمونت في عام 1922 أن هذه الكتب التي نُشرت في 1894-1895، «أطعمتني لمدة ثلاث سنوات، وهذا مكنني من تحقيق كل طموحاتي الشعرية». واستمر طوال الوقت في ترجمة أعمال شيلي وإدغار آلان بو. أما المحامي وفاعل الخير الأمير ألكسندر أوروسوف الخبير في الأدب الأوروبي الغربي فقد موّل نشر كتابين من كتب بو ترجمهما بالمونت. ولا يزال علماء الأدب الروس المعاصرون يعتبرون هذه الترجمات نموذجًا يحتذى به.